# Deterministyczny automat ze stosem
Deterministyczny automat ze stosem (DPDA, ang. deterministic pushdown automaton) – automat ze stosem, którego funkcja przejść spełnia dodatkowy warunek:
- Dla każdego {\displaystyle q\in Q,a\in \Sigma ,x\in \Phi ,} mamy {\displaystyle \sharp \delta (q,a,x)\leqslant 1.}
- Dla każdego {\displaystyle q\in Q,x\in \Phi ,} jeśli {\displaystyle \delta (q,\epsilon ,x)\neq \emptyset ,} to dla każdego {\displaystyle a\in \Sigma } zachodzi {\displaystyle \delta (q,a,x)=\emptyset .}

Innymi słowy, deterministyczny automat ze stosem ma możliwość co najwyżej jednego przejścia z dowolnej konfiguracji {\displaystyle (q,a,x)\in Q\times (\Sigma \cup \left\{\epsilon \right\})\times \Phi } oraz jeżeli jest określone przejście dla pewnego stanu i symbolu na stosie pod wpływem słowa pustego {\displaystyle \epsilon ,} to wówczas jest ono jedynym możliwym przejściem dla tego układu w tym automacie.